# Relations entre la Hongrie et la Roumanie
Les relations entre la Hongrie et la Roumanie relient ces deux pays qui partagent une frontière commune longue de 448 kilomètres et sont membres de l'Organisation du traité de l'Atlantique nord (OTAN) et de l'Union européenne. La Hongrie a une ambassade à Bucarest, trois consulats-généraux à Cluj, Miercurea-Ciuc et Constanța, et deux consulats honoraires à Iași et Constanța. La Roumanie a une ambassade à Budapest et deux consulats à Gyula et Szeged.

## Histoire
Les relations entre les Magyars et les « Valaques » (comme on appelait jadis les Roumains) remontent au haut Moyen Âge : des mots essentiels sont communs aux deux langues, bien que le magyar soit d'origine finno-ougrienne et le roumain d'origine latine, mais les relations entre les deux états sont plus récentes :
- la Roumanie est reconnue indépendante (de l'Empire ottoman) en 1878 et établit alors des relations diplomatiques formelles avec l'Autriche-Hongrie ;
- la Hongrie est reconnue indépendante (de l'Autriche-Hongrie) en 1918 mais des relations diplomatiques formelles avec la Roumanie ne sont établies qu'en 1920 après la guerre hungaro-roumaine de 1919.

Chacun des deux pays a englobé à tour de rôle d'importantes minorités culturellement proches de l'autre pays. Jusqu'en 1918, plus de 3,5 millions de Roumains transylvains vivaient en Hongrie au sein de l'Autriche-Hongrie, plus d'un tiers des roumanophones ; de son côté la Roumanie comportait quelques dizaines de milliers de magyarophones en Moldavie. Depuis 1918 et les changements de frontières qui ont suivi, la situation est inversée : aux recensements roumain de 2002 et hongrois de 2001,, près de 2 millions de Hongrois vivent en Roumanie, soit près d'un sixième des magyarophones, tandis qu'une minorité résiduelle de 8 000 roumanophones vit en Hongrie. Ces minorités font l'objet d'accords bilatéraux et peuvent accomplir leurs études et s'exprimer dans la sphère publique dans leurs langues, mais, par le passé, leur situation n'a pas toujours été aussi facile.